# Liste der Naturdenkmale in Erlenmoos
| Naturdenkmale | Anzahl |
| ------------- | ------ |
| FND           | 0      |
| END           | 1      |
| Gesamt        | 1      |

Die Liste der Naturdenkmale in Erlenmoos nennt die verordneten Naturdenkmale (ND) der im baden-württembergischen Landkreis Biberach liegenden Gemeinde Erlenmoos. In Erlenmoos gibt es insgesamt ein als Naturdenkmal geschütztes Objekt, es gibt kein flächenhaftes Naturdenkmal (FND), es handelt sich um ein Einzelgebilde-Naturdenkmal (END).
Stand: 31. Oktober 2016.

## Einzelgebilde (END)
| Name                                                  | Bild | Kennung     | Einzelheiten | Position | Fläche Hektar | Datum        |
| ----------------------------------------------------- | ---- | ----------- | ------------ | -------- | ------------- | ------------ |
| 2 Eichen im Gewann Aspenviehweide, Gemeinde Erlenmoos | BW   | 84260430001 | Erlenmoos    | ⊙        | 0,0           | 3. Sep. 1990 |
| Legende für Naturdenkmal                              |      |             |              |          |               |              |